# Telescopio rifrattore

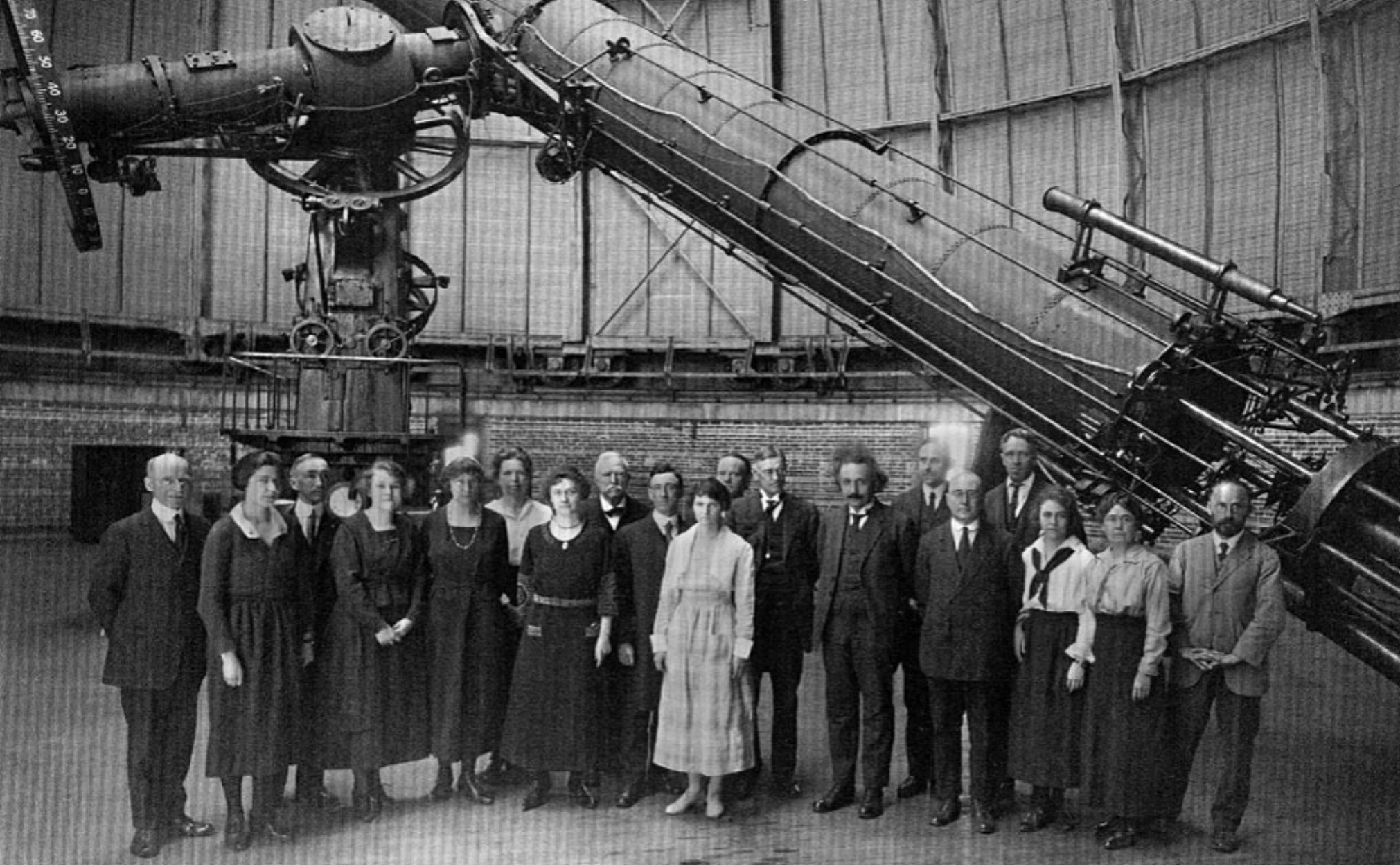
Il più grande rifrattore acromatico al mondo: il rifrattore da 1,02 m di diametro dello Yerkes Observatory

Un telescopio rifrattore è un telescopio ottico che, mediante l'utilizzo di lenti, sfrutta il fenomeno della rifrazione.
Il più grande rifrattore mai costruito è quello da 49,2 pollici (125 cm) dell'Esposizione universale di Parigi del 1900, ma venne smantellato dopo alcuni anni, senza trovare acquirenti (le lenti e il siderostato sono conservati all'Osservatorio di Parigi), segue il 40 pollici (101,60 cm) dell'Osservatorio Yerkes, costruito alla fine del XIX secolo.

## Costruzione e principio di funzionamento
La componente ottica di un telescopio rifrattore è costituita da un tubo lungo sulla cui estremità frontale è disposto un doppietto (due vetri ottici, o lenti, opportunamente lavorati e spaziati in aria) chiamato obiettivo, che ha la funzione di raccogliere e di focalizzare la luce.
L'obiettivo svolge sostanzialmente la funzione di prisma: scompone e ricompone la radiazione luminosa in un determinato punto dato dalla lunghezza focale strumentale.
Il tubo ottico, oltre ad assolvere la funzione di sostegno dell'obiettivo e dell'oculare (o del dispositivo che esamina la radiazione luminosa), evita, dal momento che è chiuso ai due lati, che si verifichi il degrado dell'immagine dovuto ai moti interni dell'aria.
L'oculare è un altro insieme di lenti che serve a rendere accessibile all'occhio tutti i particolari contenuti nell'immagine formata dall'obiettivo.

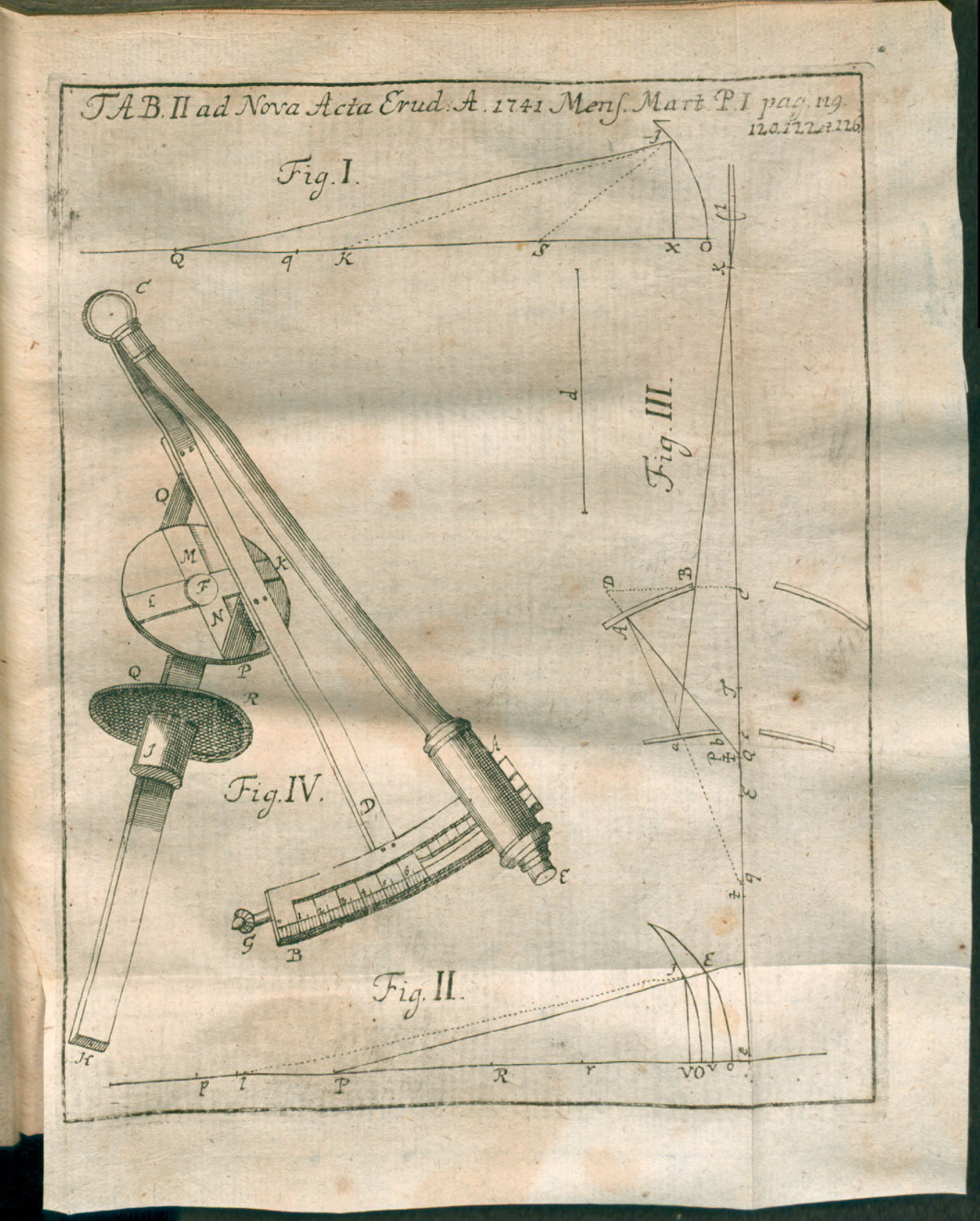
Illustrazione pubblicata sugli Acta Eruditorum del 1741 relativa alla recensione de Systematis optici, cujus autor est Robertus Smith

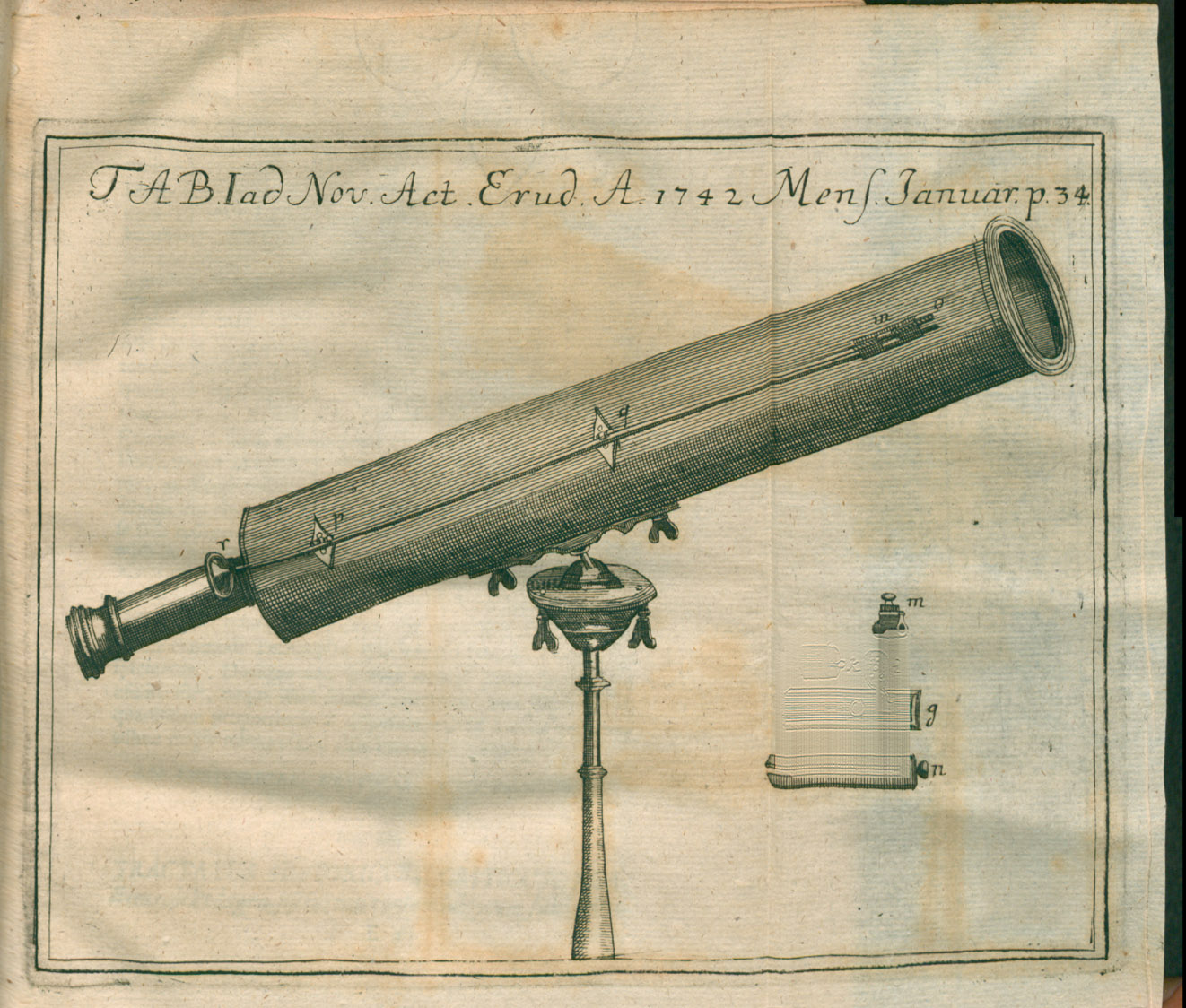
Illustrazione pubblicata sugli Acta Eruditorum del 1742 relativa alla recensione de Construction d'un telescope par reflexion, de mr. Newton, ayant seize pouces de longueur... uscito nel 1741

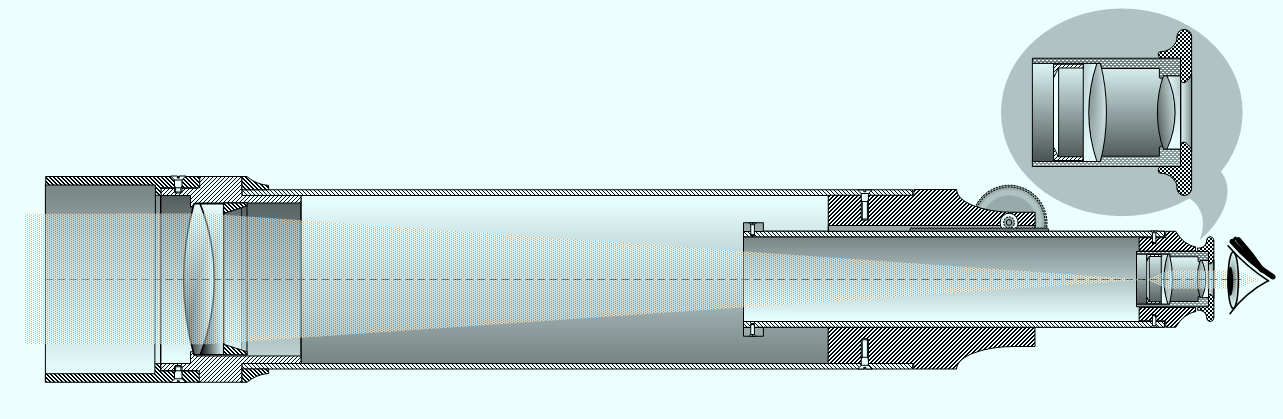
Schema del telescopio rifrattore acromatico, è visibile a sinistra il doppietto acromatico e a destra l'oculare.

## Tipi di rifrattori

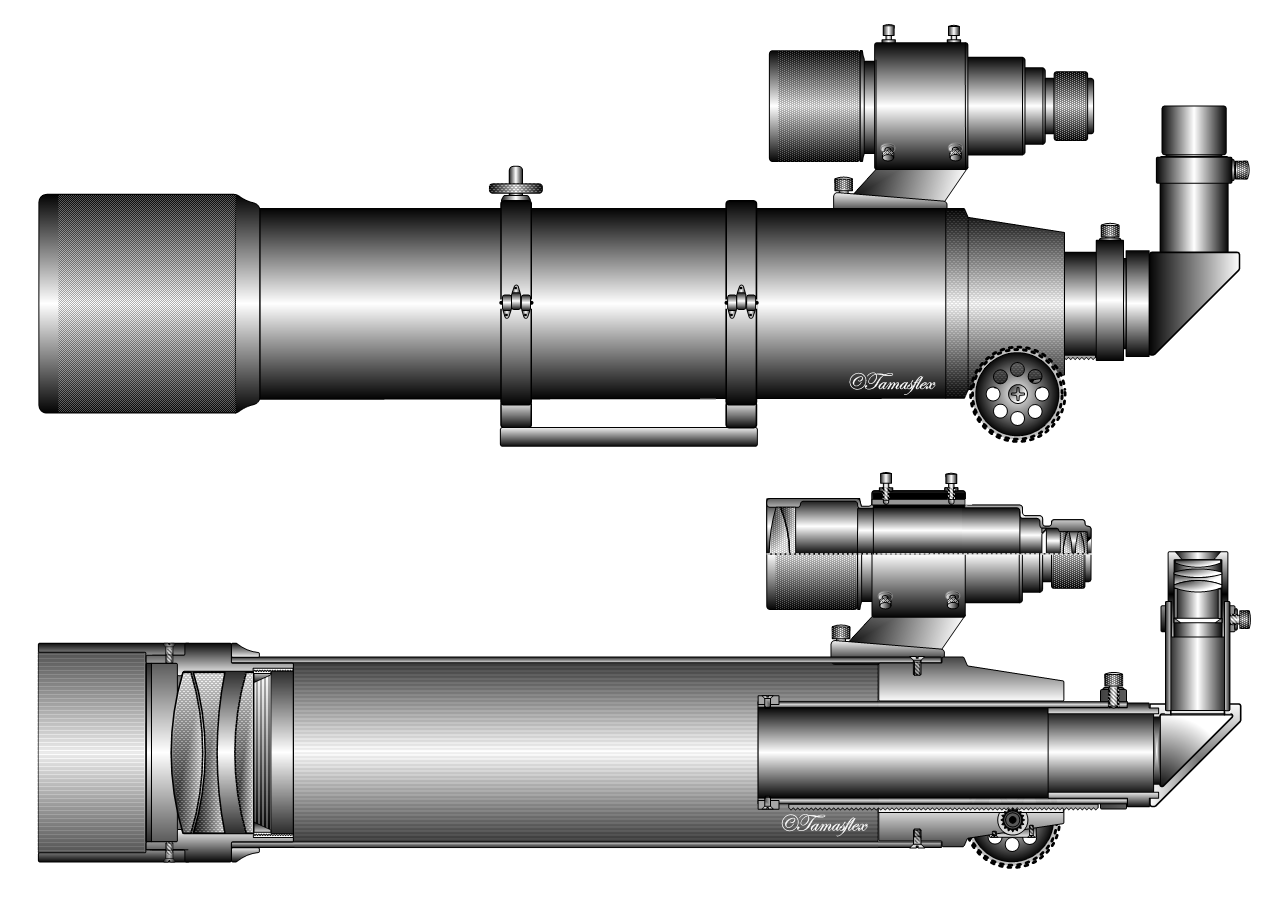
Rifrattore apocromatico.

I rifrattori possono essere di tipo acromatico, semiapocromatico o apocromatico in funzione della capacità di focalizzare nello stesso punto la luce di diversi colori.
I rifrattori dal costo maggiore sono senza dubbio i cosiddetti apocromatici, strumenti studiati in modo da ridurre praticamente in modo completo l'aberrazione cromatica, tipica degli strumenti a lenti. Per raggiungere questa eccellenza nelle immagini si utilizzano sistemi ottici a bassa dispersione come lenti alla fluorite minerale o sintetica.
Questo tipo di aberrazione si manifesta con la comparsa di aloni colorati sui bordi dei soggetti osservati, ed è più evidente nei rifrattori dal basso costo o non perfettamente corretti.
Un tipo particolare di rifrattore è il coronografo, per osservare la corona solare.

## Considerazioni tecniche

L'aspetto di un classico rifrattore amatoriale con cercatore, telescopio secondario e montatura equatoriale.

Rifrattori che presentano una buona qualità delle ottiche forniscono immagini luminose e molto contrastate. D'altro canto però questi strumenti presentano generalmente piccole aperture rispetto al costo di costruzione e questo li limita "pesantemente" nell'osservazione di tutti quelli che sono gli oggetti deboli (come nebulose o galassie).
All'aumentare delle dimensioni del telescopio, il peso e il costo delle lenti rendono impraticabile la costruzione di grandi telescopi di questo tipo.
Nell'uso amatoriale, il telescopio a lenti trova le migliori applicazioni nella osservazione dei pianeti.
Nei rifrattori le immagini astronomiche posseggono una grandissima nitidezza, per questa ragione essi sono generalmente preferiti dagli astrofili che osservano gli sfuggenti particolari dei pianeti, spesso poco contrastati. Tuttavia a causa degli alti costi di produzione, per un astrofilo è possibile comprare un riflettore significativamente più grande a parità di costo e quindi dotato nel complesso di maggiore potere risolutivo.
Proprio a causa delle difficoltà costruttive, i telescopi ad uso amatoriale in commercio difficilmente superano il diametro di 10–15 cm.
In caso di osservazioni terrestri si antepone spesso – prima dell'oculare – un prisma raddrizzatore ad angolo retto.